# Эль-Кайро
Эль-Кайро (исп. El Cairo) — город и муниципалитет на западе Колумбии, на территории департамента Валье-дель-Каука. Входит в состав Северного субрегиона.

## История
Поселение, из которого позднее вырос город, было основано в 1920 году.

## Географическое положение

Муниципалитет Эль-Кайро

Город расположен в северной части департамента, в гористой местности Западной Кордильеры, на расстоянии приблизительно 143 километров к северо-северо-востоку (NNE) от города Кали, административного центра департамента. Абсолютная высота — 1924 метра над уровнем моря.
Муниципалитет Эль-Кайро граничит на северо-востоке с территорией муниципалитета Эль-Агила, на востоке — с муниципалитетами Ансермануэво и Архелия, на юге — с муниципалитетом Версальес, на северо-западе — с территорией департамента Чоко. Площадь муниципалитета составляет 283 км².

## Население
По данным Национального административного департамента статистики Колумбии, совокупная численность населения города и муниципалитета в 2015 году составляла 9976 человек.
Динамика численности населения муниципалитета по годам:
| 2005 | 2006 | 2007 | 2008 | 2009 | 2010 | 2011 | 2012 | 2013 | 2014 | 2015 |
| ---- | ---- | ---- | ---- | ---- | ---- | ---- | ---- | ---- | ---- | ---- |
| 9356 | 9403 | 9468 | 9532 | 9587 | 9656 | 9713 | 9779 | 9847 | 9912 | 9976 |

Согласно данным переписи 2005 года мужчины составляли 55,3 % от населения Эль-Кайро, женщины — соответственно 44,7 %. В расовом отношении белые и метисы составляли 95,4 % от населения города; негры, мулаты и райсальцы — 3,1 %, индейцы — 1,5 %.
Уровень грамотности среди всего населения составлял 82,5 %.

## Экономика
59 % от общего числа городских и муниципальных предприятий составляют предприятия торговой сферы, 28,4 % — предприятия сферы обслуживания, 9,8 % — промышленные предприятия, 2,8 % — предприятия иных отраслей экономики.